# ガンダムファイト
ガンダムファイト（Gundam Fight）とは、TVアニメ『機動武闘伝Gガンダム』の作中設定であり、架空のロボット競技である。

## 作中設定
ガンダムファイトとは、コロニー国家間の全面戦争を回避するため、E.C.デューサー教授が提唱した概念。地球をリングに、各コロニー国家がコロニー国家連合の主導権を賭けて「ガンダム」と名付けられた機動兵器で競い合う武闘大会である。
参加資格はコロニー国家全てが持っており、どんな弱小国家であろうと優勝すればコロニー国家連合の主導権を手に入れることができる、公平かつ平和的な代理戦争である（とはいえそのガンダムに用いられる資材・技術などの国力差は発生しうる）。しかし、どれだけ体裁を整えていようと結局はコロニー国家間の代理戦争であることには変わりがなく、開催の度に戦いの舞台となる地球に人的被害や器物破損・環境破壊などの甚大な被害をもたらすため、地球の居住者の中にはガンダムファイトを忌み嫌うものも少なくない。
未来世紀8年に第1回大会が開催。以後4年毎に開催されているが、第12回大会ではコロニー間の緊張が高まったため4年延期された。ガンダムファイトに参加するガンダムには、各国固有の登録番号が発行される。たとえばマスターガンダムの登録番号はGF13-001NHIIとなり、これは「ガンダムファイト第13回大会参加機体」「前回の大会における順位」「所属国家」「2機目のガンダム」をそれぞれ意味する。同じガンダムが複数回大会に出場することに制限は無い。
開催期間は1年間に渡る長いイベントであり、「サバイバルイレブン」と呼ばれる11ヶ月の予選期間を生き残った全てのガンダムに、決勝ラウンドの参加権が与えられる。予選期間を生き残る手段は特に問われず、機体のデザインを利用し建築物に偽装してやりすごしたネオオランダ代表のネーデルガンダムのように戦闘を回避して11ヶ月間全く戦わずに過ごすといった方法も許される。悪質な例では、ネオネパールのキラル・メキレルのように相手ファイターを試合前に暗殺するという手段を取る者もいる。決勝ラウンドは主催国の指定した会場で行われ、開会宣言のカウントダウンが終了するまでに会場に到着しなかったガンダムは失格となる。なお、決勝ラウンドは少なくとも第7回大会から第13回大会の内にルールが変更されており、かつては出場機体全てが一気に総当りとなる一発勝負のバトルロイヤルだったが、後に数週間かけてリーグ戦を行った後に総合成績の優れた者が最終決戦のバトルロイヤルに参加するという形式となっている。
優勝した国家はそれから次回のガンダムファイト開催までの4年間、コロニー国家の代表となると同時に、次回のガンダムファイトの主催国となる。また、優勝者には「ガンダム・ザ・ガンダム」の称号が与えられる。
ガンダムファイトを開始する際は、対戦するファイター同士が「ガンダムファイト、レディー・ゴー!」の掛け声を掛け合って開始するのが正しい形式だが、乱入などによりそれが遵守されない場合もある。
戦いは時には熾烈を極め、ファイター自身が死亡するほどの激戦が繰り広げられることもあるが、ガンダムファイト国際条約第2条の補足から、試合中の過失によってファイターの死亡は想定済みである。

### ガンダムファイト国際条約
全7箇条からなり、以下の7項目が規則として定められている。
1. 頭部を破壊されたものは失格となる[注釈 1]（補足：かすり傷程度なら失格にはならない）
2. 相手のコクピットを攻撃してはならない（補足：試合中の過失によるガンダムファイターの殺傷は認められる）
3. 破壊されたのが頭部以外であれば、何度でも修復し決勝リーグを目指すことが出来る
4. ガンダムファイターは己のガンダムを守り抜かなくてはならない
5. 1対1の闘いが原則である（補足：タッグマッチは認められる）
6. 国家の代表であるガンダムファイターは、その威信と名誉を汚してはならない
7. 地球がリングだ!（補足：ガンダムファイトによって地球上の建築物を破壊しても罪に問われない[注釈 2]）

大会運営には他に開催国によるレギュレーションが制定されており、その中には機体がモビルトレースシステムを採用していることも規則として定められている。第13回大会に出場したマスターガンダムの査察の際、ファイティングスーツを使わずに操縦することに対して、レギュレーションに違反することがないという結論が出されている。
第13回大会では、他に機体の乗り換えに関する規則も存在することが知られている。これは前の機体のデータを引き継いだ機体であれば1度に限り乗り換えを認めるというものである。すなわち、経験を積み向上したパイロットの能力に機体性能が追随できなくなる、頭部が無事でも機体自体の損傷が深刻となり、ファイトを継続することができなくなるなどの事態を想定して、この状態に陥った陣営のための一種の救済措置として用意されているものである。
基本的に開催期間中は特別な事情がない限り、一度地球に降りたファイターをコロニーに上げることは認められていない。

#### 第13回ガンダムファイト 決勝リーグ3ヵ条
決勝リーグ開催に際し、ネオホンコン首相のウォン・ユンファが制定した3ヶ条の規則。ガンダムファイト国際条約に反する条項で構成されており、自分達ネオホンコンとデビルガンダム一派が暗躍する際、都合の良いよう条文が制定されているのが特徴。内容は以下の通りである。
1. 決勝リーグにおいてはどの部位を破壊されても修復が可能で、改造や機体の交換においても制限を設けない[注釈 4]
2. 勝利のためならば手段は問わない（意図的に対戦相手を殺しても構わない）
3. 最終バトルロイヤルを生き残った最後の1機に「ガンダム・ザ・ガンダム」の栄誉を与える

### ガンダムファイター・モビルファイター
ガンダムファイトは、利害上の対立から各国家が総力を挙げて行う戦闘を展開し人類が破滅してしまう最悪の事態をギリギリで回避させた最後の手段といっても過言ではない。本作における国際社会は、ガンダムファイトの制覇が直接的にその所属国家に覇権をもたらす構造になっている。このことから、ガンダムファイトに投入されるモビルファイター（以下MF）の開発・建造やガンダムファイターの育成・選抜は各国共にその国力を示すものとして国家の威信を掛けて行われる。そのため、ガンダムファイターの逃亡は国家に対する反逆にも等しい行為とされている。
本作のMFがシリーズ他作品で「ガンダム」と呼ばれるメカ類と決定的に異なる点は、搭乗者の身体の動きをそのまま機体動作に反映させ人機一体を実現させる「モビルトレースシステム」が導入されていることにある。それゆえ基本的には機体性能と操縦者の肉体能力、とりわけ格闘戦能力に大きく依存することから、MFでは大口径ビームライフルなど銃砲類の優位性はそれほど高くなく、ごく一部での使用にとどまる。このシステムは搭乗者の身体の動作を忠実にトレースする反面、機体が受けるダメージも同じように搭乗者に返ってくる（返るのは痛覚のみであり、機体が欠損しても搭乗者の肉体が失われたりはしない）。それゆえガンダムファイターには常人離れした心・技・体を有する格闘技の達人が最適かつ必要であり、ガンダムファイターには主人公ドモンをはじめそのような強靱な設定付けをされたキャラクターが多く、本作の作風が独特の武侠的な一面を持つ大きな要因になっている。
なおダメージの共有などのために神経接続のような処置をするため、本システムの作動時にはラバー状の特殊素材でできた密着する全身スーツを装着している必要がある。このスーツを装着する際には装着者の全身にかなりの圧力がかかるため相応の筋力を必要とし、ガンダムファイターとして養成された者たちでさえ少なからぬ身体的負担と苦痛を伴う。子供など肉体的に劣り未成熟な者ならば圧力で全身の骨が折れかねない。そのため、ガンダムファイターとしての素養がある者やこのシステムを把握している専属メカニック以外は、コクピットへの立ち入りを禁じられている。

### 歴代優勝国家
作中における第1回〜第14回までのガンダムファイト優勝者は以下の通り。
| F.C.       | 回数      | 優勝国           | 優勝者とガンダム                            | 出来事 |
| ---------- | --------- | ---------------- | ------------------------------------------- | --- |
| 08         | 1         | ネオギリシャ     | ヘローダ・ディオニソス バルカンガンダム     | 歴戦のモビルスーツパイロットが多数参加した中で、ネオギリシャの伝統格闘技バルカン柔術の達人であるヘローダ・ディオニソスが圧倒的な力で優勝。以降ガンダムファイターは、優れた格闘家から選ばれることとなる。 |
| 12         | 2         | ネオアメリカ     | フィアー・フィラデル ガンダムフリーダム     | |
| 16         | 3         | ネオエジプト     | ダハール・ムハマンド ファラオガンダムIII世  | |
| 20         | 4         | ネオチャイナ     | サイ・フェイロン フェイロンガンダム         | 前回優勝者のダハール・ムハマンドがサイ・フェイロンに敗れ、死亡する。ダハールは埋葬されたが、第13回大会においてデビルガンダム細胞の影響を受け、乗機のファラオガンダムIV世と共に蘇る。 |
| 24         | 5         | ネオフランス     | フェルナンド・ロワール バロンガンダム       | |
| 28         | 6         | ネオイタリア     | ビットリオ・アルジェント ガンダムトーネード | |
| 32         | 7         | ネオドイツ       | ウォルフ・ハインリッヒ カイザーガンダム     | 「カオス」なる組織が様々な国家に、ガンダムの装甲と動力を劣化させる「アブドメンビーム」を蔓延させ、ガンダムファイト自体の存続が危うくなる。さらにカオスは、南極に建造した最終兵器「エレメントカオス」によりコロニー国家の滅亡を企み、カオスの息がかかった国家のファイターも南極に集結。これを阻止すべく、ネオジャパン・ネオアメリカ・ネオチャイナ・ネオフランス・ネオロシアの五ヶ国のファイターが決勝ラウンドを放棄して南極に向かい、エレメントカオスを破壊した。 |
| 36         | 8         | ネオロシア       | スキレイ・ジリノフス コサックガンダム       | |
| 40、44、48 | 9、10、11 | ネオイングランド | ジェントル・チャップマン ブリテンガンダム   | ガンダムファイト史上初の3連覇。また、3連覇を達成したブリテンガンダムが銃火器を主武装としていたため、各国家間で銃器の完全規制論や、逆に大火力兵器の規制撤廃を求める動きが起こった。その影響でコロニー間の緊張が高まり、12回大会の開催が4年延期される。 |
| 56         | 12        | ネオホンコン     | マスター・アジア クーロンガンダム           | 銃火器の扱いに答えの出ないまま開催された12回大会であるが、優勝者のマスター・アジアを筆頭に、オーディク・ネガシマー、モルゲン・アントライブなど天才格闘家の活躍により、銃火器の圧倒的有利論は払拭された。 |
| 60         | 13        | ネオジャパン     | ドモン・カッシュ ゴッドガンダム             | 前回優勝者のマスター・アジアが決勝大会でドモン・カッシュに敗れ、死亡する。大会終了直後に起きたウルベ・イシカワによるクーデター未遂事件の責任を取り、ネオジャパンは4年間におけるコロニー連合の主導権を放棄した。 デビルガンダムの撃破後に飛び散った「DGダスト」が蔓延し、DGダストが他のモビルファイターに感染し、それによるデビルガンダムの復活を恐れて中止せざる状況に追い込まれ、12年が経過したF.C.72年でも再開に至っていない。                                 |

## 機動武闘伝Gガンダム本編以外のガンダムファイトの設定

### 『いけ!いけ!ぼくらのシャイニングアッガイ』のガンダムファイト
ことぶきつかさの漫画作品『いけ!いけ!ぼくらのシャイニングアッガイ』では、「 アッガイファイト」と「ボールファイト 」が登場する。どちらも公式設定ではない。
「アッガイファイト」はガンダムファイトより格下のファイトであり、ファイトにはアッガイを使う。アッガイファイターに降格させられたドモン・カッシュとチボデー・クロケットがシャイニングアッガイとアッガイマックスターに乗って出場した。
また、作中では、アッガイファイトより格下のファイト「ボールファイト」が言及されている。

### ゲーム『SDガンダム GGENERATION』シリーズのガンダムファイト
ゲーム『SDガンダム GGENERATION-F』と『SDガンダム GGENERATION NEO』には、ガンダムファイトの要素を取り入れ、ゲーム独自の制限を課した上でプレイできるモードとして登場する。ただし、MAP兵器（反撃を受けることなく、一度に複数の敵を攻撃できる武装）の使用はできない。『F』では10体の敵とのバトルロイヤル、『NEO』では1対1でのオートバトルによる勝ち抜き戦となっている。

### ゲーム『スーパーロボット大戦シリーズ』シリーズのガンダムファイト
ゲーム『新スーパーロボット大戦』『スーパーロボット大戦F(完結編)』ではマイナーな格闘競技とされている。『スーパーロボット大戦IMPACT』以降の作品では、優勝コロニーに地球連邦政府から4年間の自治権が与えられる大会として位置づけられている（『IMPACT』では隠しステージでネオ・ジオン総帥となったシャア・アズナブルにコロニー独立運動の連携を乱す物として批判されていた）。『スーパーロボット大戦W』では、イザーク・ジュールが度々他のガンダムパイロットにG同士の戦いを挑まれて困惑したり、そのイザークにガンダムに乗ってもいないのにG同士の戦いを挑まれた相良宗介が、デュエルガンダムの頭部を破壊しようとする場面がある。